# Just Dance 2014
Just Dance 2014 es el quinto juego de la serie Just Dance, desarrolladas por Ubisoft y predecesor del juego Just Dance 2015. Su lanzamiento para PlayStation 3, Xbox 360, Wii y Wii U fue el 8 de octubre del 2013 en los Estados Unidos, y para el PlayStation 4 y Xbox One en invierno del mismo año. Fue anunciado oficialmente en el rueda de prensa de Ubisoft en la E3 2013. Es el primer juego de la serie que tiene un año en el título en vez de un número correlativo.

## Modo de juego
La tienda ha sido mejorada, en esta entrega de la serie, ya no solo se podrán descargar canciones nuevas, si no también estarán disponibles modos alternativos, ya sean Mash Ups, Sweat, Extreme, etc. Los cuales se podrán obtener canjeando "Mojo" obtenido a través de las rutinas, y que puede ser obtenido en mayor cantidad en el World Dance Floor. Sin embargo, algunas canciones o rutinas solo estarán disponibles pagando normalmente, ya sea con Wii Points, Microsoft Points, etc.

## Desarrollo
El juego se filtró erróneamente a través del Xbox Live MarketPlace presentando algunas imágenes de los gameplays, y fue oficialmente anunciado en la Rueda de prensa de Ubisoft en la Electronic Entertainment Expo 2013. La fecha de lanzamiento de Just Dance 2014 en Wii, Wii U, PlayStation 3 y Xbox 360 será en octubre 1 en Europa, octubre 4 en el Reino Unido, y octubre 8 América. El juego es un título de lanzamiento para el PlayStation 4 y el Xbox One. Ubisoft trabajó junto a Sony para poder integrar al juego en la interfaz de la PlayStation 4.

## Lista de canciones
El juego contiene 49 canciones.
| Canción                                            | Artista                              | Dificultad | Año                                                | Modo       | Bailarín(es) |
| -------------------------------------------------- | ------------------------------------ | ---------- | -------------------------------------------------- | ---------- | ------------ |
| "99 Luftballons"                                   | Nena                                 | Fácil      | 1983                                               | Dúo        | ♂/♀          |
| "Alfonso Signorini (Eroe Nazionale)" (P)           | Fedez                                | Difícil    | 2013                                               | Solo       | ♂            |
| "Applause"                                         | Lady Gaga                            | Normal     | 2013                                               | Solo       | ♀            |
| "Aquarius/Let the Sunshine In"*/(DOB)              | The 5th Dimension                    | Fácil      | 1969                                               | Dúo        | ♀/♀          |
| "Blame It on the Boogie"(SD)                       | The Jackson 5                        | Fácil      | 1978                                               | Dance Crew | ♂/♀/♂/♀      |
| "Blurred Lines"                                    | Robin Thicke feat. Pharrell Williams | Fácil      | 2013                                               | Dúo        | ♂/♂          |
| "C'Mon"                                            | Ke$ha                                | Normal     | 2013                                               | Dúo        | ♀/♂          |
| "Candy"                                            | Robbie Williams                      | Normal     | 2012                                               | Dúo        | ♂/♀          |
| "Careless Whisper"                                 | George Michael                       | Difícil    | 1985                                               | Dúo        | ♂/♀          |
| "Could You Be Loved"                               | Bob Marley                           | Fácil      | 1980                                               | Dúo        | ♀/♀          |
| "Dançando" (ND)                                    | Ivete Sangalo                        | Normal     | 2013                                               | Solo       | ♀            |
| "Danse (Pop Version)" (P)                          | TAL                                  | Normal     | 2013                                               | Solo       | ♀            |
| "Feel So Right"                                    | Imposs feat. Konshens                | Difícil    | 2013                                               | Solo       | ♀            |
| "Feel This Moment"                                 | Pitbull feat. Christina Aguilera     | Fácil      | 2012                                               | Solo       | ♀            |
| "Fine China"                                       | Chris Brown                          | Normal     | 2013                                               | Solo       | ♂            |
| "Flashdance... What a Feeling"*                    | Irene Cara                           | Difícil    | 1983                                               | Solo       | ♀            |
| "Follow the Leader"                                | Wisin y Yandel feat. Jennifer Lopez  | Difícil    | 2012                                               | Solo       | ♀            |
| "Gentleman"                                        | PSY                                  | Normal     | 2013                                               | Solo       | ♂            |
| "Gimme! Gimme! Gimme! (A Man After Midnight)" (AD) | ABBA                                 | Fácil      | 1979                                               | Solo       | ♀            |
| "Get Lucky"                                        | Daft Punk feat. Pharrell Williams    | Normal     | 2013                                               | Dúo        | ♂/♂          |
| "Ghostbusters"                                     | Ray Parker, Jr.                      | Normal     | 1984                                               | Dance Crew | ♂/♂/♂/♂      |
| "I Kissed a Girl"                                  | Katy Perry                           | Normal     | 2008                                               | Solo       | ♀            |
| "I Will Survive"                                   | Gloria Gaynor                        | Fácil      | 1978: Miss Aubrey (Retro cabida) - Personaje Libre | Solo       | ♀            |
| "In the Summertime"                                | Mungo Jerry                          | Fácil      | 1970                                               | Dance Crew | ♂/♀/♂/♀      |
| "Isidora"                                          | Bog Bog Orkestar                     | Normal     | 2013                                               | Solo       | ♂            |
| "It's You"                                         | Duck Sauce                           | Normal     | 2013                                               | Solo       | ♂            |
| "Just a Gigolo"                                    | Louis Prima                          | Normal     | 1956                                               | Dúo        | ♂/♀          |
| "Just Dance"                                       | Lady Gaga feat. Colby O'Donis        | Difícil    | 2008: Dare (Claśico DC) - Nido del Cuervo          | Solo       | ♀            |
| "Kiss You"                                         | One Direction                        | Fácil      | 2013                                               | Dance Crew | ♂/♂/♂/♂      |
| "Limbo"                                            | Daddy Yankee                         | Difícil    | 2012                                               | Dúo        | ♂/♀          |
| "Love Boat"*                                       | Jack Jones                           | Normal     | 1979                                               | Solo       | ♂            |
| "María"                                            | Ricky Martin                         | Difícil    | 1995                                               | Solo       | ♂            |
| "Miss Understood"                                  | Sammie                               | Normal     | 2013                                               | Solo       | ♀            |
| "Moskau"*                                          | Dschinghis Khan                      | Difícil    | 1979                                               | Dúo        | ♂/♀          |
| "Nitro Bot"                                        | Sentai Express                       | Normal     | 2013                                               | Dúo        | ♂/♀          |
| "Pound the Alarm"                                  | Nicki Minaj                          | Normal     | 2012                                               | Dance Crew | ♀/♀/♀/♀      |
| "Prince Ali"                                       | Reparto de Disney's Aladdin          | Normal     | 1992                                               | Dance Crew | ♂/♀/♂/♂      |
| "Rich Girl"                                        | Gwen Stefani feat. Eve               | Fácil      | 2004                                               | Solo       | ♀            |
| "Safe and Sound" (F)                               | Capital Cities                       | Fácil      | 2012                                               | Solo       | ♀-♂-♀-♂-♀    |
| "She Wolf (Falling to Pieces)"                     | David Guetta feat. Sia               | Normal     | 2012                                               | Solo       | ♀            |
| "Starships"                                        | Nicki Minaj                          | Difícil    | 2012: Rasa (Agente DCI) - Central DCI              | Solo       | ♀            |
| "#thatPOWER"                                       | will.i.am feat. Justin Bieber        | Difícil    | 2013                                               | Dance Crew | ♀/♂/♂/♀      |
| "The Other Side" (ND)                              | Jason Derulo                         | Difícil    | 2013                                               | Solo       | ♂            |
| "The Way"                                          | Ariana Grande feat. Mac Miller       | Fácil      | 2013                                               | Dúo        | ♂/♀          |
| "Troublemaker"                                     | Olly Murs feat. Flo Rida             | Fácil      | 2012                                               | Solo       | ♂            |
| "Turn Up the Love"                                 | Far East Movement feat. Cover Drive  | Difícil    | 2012                                               | Dúo        | ♂/♀          |
| "Waking Up in Vegas" (POP)                         | Katy Perry                           | Normal     | 2009                                               | Solo       | ♀            |
| "Where Have You Been"                              | Rihanna                              | Difícil    | 2012                                               | Solo       | ♀            |
| "Wild"                                             | Jessie J feat. Big Sean              | Difícil    | 2013                                               | Solo       | ♀            |
| "Y.M.C.A." (K)                                     | Village People                       | Fácil      | 1978: Angel (Retro cabida) - Personaje Libre       | Dance Crew | ♂/♂/♂/♂      |

- Un "*" indica que la canción es un cover no la original
- Un "♀*" y /o "♂*" indica que el bailarín apareció en otros Just Dances
- Una "(K)" indica que la canción también esta en Just Dance Kids
- Un "(DOB)" indica que la canción también esta en Dance on Broadway.
- Un "(SD)" indica que la canción también esta enThe Smurfs Dance Party.
- Una "(AD)" indica que la canción también esta en ABBA: You Can Dance.
- Una "(ND)" indica que la canción es solo para NTSC (America)
- Una "(P)" indica que la canción es solo para PAL (Europa).
- Una "(POP)" indica que la canción se desbloquea en NTSC-U (América) Wii, Wii U, and Xbox 360  usando el código de esta página http://justdancegame.com/popchips/ Archivado el 27 de febrero de 2014 en Wayback Machine.
- Una "(F)"  indica que la canción se desbloquea en NTSC-U (América) Wii, Wii U, and Xbox 360 usando el código de esta página http://www.fructisjustdance2014.ca/ Archivado el 22 de octubre de 2016 en Wayback Machine.

## Modo Alternativo
| Canción                      | Artista                             | Dificultad | Año  | Modo                 | Bailarín(es) |
| ---------------------------- | ----------------------------------- | ---------- | ---- | -------------------- | ------------ |
| "Applause" (DLC)             | Lady Gaga                           | Difícil    | 2013 | Versión Alternativa  | ♀            |
| "Blame It on the Boogie" (E) | Michael Jackson                     | Extreme    | 1978 | Modo Extremo         | ♀            |
| "Blurred Lines" (DLC)        | Robin Thicke feat. T.I and Pharrell | Extreme    | 2013 | Modo Extremo         | ♀            |
| "Careless Whisper"           | George Michael                      | Normal     | 1985 | On-Stage Mode        | ♀/♂/♀        |
| "Fine China"                 | Chris Brown                         | Extreme    | 2013 | Modo Extremo         | ♂            |
| "Follow the Leader" (U)      | Wisin & Yandel feat. Jennifer Lopez | Normal     | 2012 | Sweat Version/Solo   | ♂            |
| "Gentleman"                  | PSY                                 | Normal     | 2013 | Sweat Version/Solo   | ♀            |
| "I Kissed a Girl             | Katy Perry                          | Normal     | 2008 | Sweat Version/Solo   | ♀            |
| "It's You"                   | Duck Sauce                          | Fácil      | 2013 | Sweat Version/Solo   | ♀            |
| "Kiss You" (XON)             | One Direction                       | Difícil    | 2012 | 6 Jugadores          | ♀/♂/♀/♂/♀/♂  |
| "Kiss You"                   | One Direction                       | Normal     | 2012 | Sweat Version/Solo   | ♂            |
| "Limbo"                      | Daddy Yankee                        | Normal     | 2012 | Sweat Version/Solo   | ♀            |
| "María"                      | Ricky Martin                        | Normal     | 1995 | Sweat Version/Solo   | ♀            |
| "Pound the Alarm" (DLC)      | Nicki Minaj                         | Extreme    | 2012 | Modo Extremo         | ♂            |
| "Rich Girl"                  | Gwen Stefani feat. Eve              | Difícil    | 2004 | Silla/Solo           | ♀            |
| "Starships"                  | Nicki Minaj                         | Difícil    | 2012 | Charleston/Duet      | ♀/♂          |
| "#thatPOWER"                 | will.i.am feat. Justin Bieber       | Extreme    | 2013 | Modo Extremo         | ♂            |
| "#thatPOWER" (DLC)           | will.i.am feat. Justin Bieber       | Difícil    | 2013 | On-Stage Mode        | ♂/♂/♂        |
| "Troublemaker"               | Olly Murs feat. Flo Rida            | Fácil      | 2012 | Sweat Version/Solo   | ♂            |
| "Turn Up the Love"           | Far East Movement feat. Cover Drive | Normal     | 2012 | Sumo/Dance Crew      | ♂/♂/♂/♂      |
| "Where Have You Been"        | Rihanna                             | Extreme    | 2012 | Modo Extremo         | ♀            |
| "Just Dance" (DLC)           | Lady Gaga feat. Colby O'Donis       | Normal     | 2008 | Sweat Version / Solo | ♂            |

- Un "(DLC)" indica que el contenido se debe comprar en la tienda ya sea con Wii points, Microsoft points, etc.
- Una "(E)" indica que la versión está disponible para todas las consolas menos para la Wii.
- Un "(XON) indica que la versión solo está disponible para Xbox One.

## Modo Batalla
| Canciones                                               | Artistas                               | Dificultad | Dancers |
| ------------------------------------------------------- | -------------------------------------- | ---------- | ------- |
| "C'Mon" VS "#thatPOWER"                                 | Ke$ha VS will.i.am feat. Justin Bieber | Normal     | ♂/♂     |
| "Fine China" VS "Gentleman"                             | Chris Brown VS PSY                     | Normal     | ♂/♂     |
| "Pound the Alarm" VS "Kiss You"                         | Nicki Minaj VS One Direction           | Normal     | ♀/♂     |
| "She Wolf (Falling to Pieces)" VS "Where Have You Been" | David Guetta feat. Sia VS Rihanna      | Normal     | ♀/♀     |

## Modo Mash-Up
Este modo consiste en combinar varios pasos de coreografías de las anteriores versiones de Just Dance que rimen con la canción para así crear un nuevo estilo de baile un poco diferente.
Incluye 33 canciones, Incluidas versiones Sweats en Modo Mash-Up:
| Canción                                           | Artista                              | Año  | Mes desbloqueable | Gold Moves |
| ------------------------------------------------- | ------------------------------------ | ---- | ----------------- | ---------- |
| "Blame It on the Boogie" (S)                      | Mick Jackson                         | 1978 | N/A               | Sí         |
| "Blurred Lines"                                   | Robin Thicke feat. Pharrell Williams | 2013 | N/A               | Sí         |
| "C'Mon" (S)                                       | Ke$ha                                | 2013 | N/A               | Sí         |
| "Candy" (S)                                       | Robbie Williams                      | 2012 | N/A               | Sí         |
| "Could You Be Loved" (M)                          | Bob Marley                           | 1980 | Marzo             | No         |
| "Feel So Right"                                   | Imposs feat. Konshens                | 2013 | N/A               | Sí         |
| "Fine China"(U)                                   | Chris Brown                          | 2013 | N/A               | Sí         |
| "Flashdance... What a Feeling"*                   | Irene Cara                           | 1983 | N/A               | Sí         |
| "Follow the Leader" (M)                           | Wisin & Yandel feat. Jennifer Lopez  | 2012 | Septiembre        | No         |
| "Gentleman"                                       | PSY                                  | 2013 | N/A               | Sí         |
| "Ghostbusters" (M)                                | Ray Parker, Jr.                      | 1984 | Febrero           | Sí         |
| "Gimme! Gimme! Gimme! (A Man After Midnight)" (S) | ABBA                                 | 1979 | N/A               | Sí         |
| "I Kissed a Girl" (M)                             | Katy Perry                           | 2008 | Diciembre         | Sí         |
| "I Will Survive"                                  | Gloria Gaynor                        | 1978 | N/A               | Sí         |
| "It's You" (S)                                    | Duck Sauce                           | 2013 | N/A               | No         |
| "Just a Gigolo"                                   | Louis Prima                          | 1956 | N/A               | Sí         |
| "Just Dance"                                      | Lady Gaga feat. Colby O'Donis        | 2008 | N/A               | No         |
| "Limbo" (M)                                       | Daddy Yankee                         | 2012 | Enero             | Sí         |
| "Love Boat"*/(M)                                  | Jack Jones                           | 1979 | Agosto            | -          |
| "Miss Understood" (S)                             | Sammie                               | 2013 | N/A               | No         |
| "Moskau"*                                         | Dschinghis Khan                      | 1979 | N/A               | Sí         |
| "Pound the Alarm" (M)                             | Nicki Minaj                          | 2012 | Julio             | -          |
| "Prince Ali"                                      | Reparto de Disney's Aladdin          | 1992 | N/A               | Sí         |
| "Rich Girl" (M)                                   | Gwen Stefani feat. Eve               | 2004 | Noviembre         | Sí         |
| "She Wolf (Falling to Pieces)" (M)                | David Guetta feat. Sia               | 2012 | Octubre           | No         |
| "Starships" (S)                                   | Nicki Minaj                          | 2012 | N/A               | Sí         |
| "#thatPOWER" (AU)                                 | will.i.am feat. Justin Bieber        | 2013 | N/A               | Sí         |
| "Troublemaker" (M)                                | Olly Murs feat. Flo Rida             | 2012 | Mayo              | -          |
| "Turn Up the Love" (S)                            | Far East Movement feat. Cover Drive  | 2012 | N/A               | No         |
| "Where Have You Been" (M)                         | Rihanna                              | 2012 | Abril             | Sí         |
| "Wild"                                            | Jessie J feat. Big Sean              | 2013 | N/A               | No         |
| "Y.M.C.A." (M)                                    | Village People                       | 1978 | Junio             | -          |

- Una"*" indica que la canción es una versión.
- Una "(U)" indica que la canción tiene que ser desbloqueados a través del uso de los premios de Uplay en consolas Xbox 360 y One, PlayStation 3 y 4, y la Wii U, y el desbloqueo normal sobre Wii.
- Una "(S)" indica que la canción es un sweat mash-up.
- Una "(M)" indica que la canción se puede desbloquear en cierto mes.
- Una "(AU) indica que la canción es jugable desde el comienzo.

## Modo Party Master
Modo Party Master (una versión mejorada del modo Puppet Master) es una característica exclusiva de Wii U, Xbox 360 y Xbox One (Smartglass). En este modo, un jugador tomará el control de la función del Party Master, que es responsable de cambiar la coreografía en tiempo real. Para ello, el jugador debe utilizar el Wii U GamePad o su Smartglass para elegir uno de los cuatro movimientos de baile que se muestran en la pantalla táctil del controlador. A veces, aparecerá el botón "Take a Pose". Cuando se pulsa, la pantalla del televisor aparecerá una pose que otros jugadores deben coincidir. El jugador que mejor imita la pose recibe un bono de 1000 puntos. Además, el jugador puede optar por cambiar la canción actual, alterando aún más la coreografía.
Hay 10 canciones para jugar en este modo.
| Canción                         | Artista                             | Dificultad | Año  |
| ------------------------------- | ----------------------------------- | ---------- | ---- |
| "Flashdance... What a Feeling"* | Irene Cara                          | Difícil    | 1983 |
| "Follow the Leader" (XOU)       | Wisin & Yandel feat. Jennifer Lopez | Difícil    | 2012 |
| "Gentleman"                     | PSY                                 | Normal     | 2013 |
| "I Will Survive"                | Gloria Gaynor                       | Fácil      | 1978 |
| "Just Dance"                    | Lady Gaga feat. Colby O'Donis       | Difícil    | 2008 |
| "Love Boat"*                    | Jack Jones                          | Normal     | 1979 |
| "She Wolf (Falling to Pieces)"  | David Guetta feat. Sia              | Normal     | 2012 |
| "Starships"                     | Nicki Minaj                         | Difícil    | 2012 |
| "Troublemaker"                  | Olly Murs feat. Flo Rida            | Fácil      | 2012 |
| "Where Have You Been"           | Rihanna                             | Difícil    | 2012 |

- Un "*" indica que la canción es un cover no la original.

## DLC (Contenido Descargable)
Es el contenido adicional (Ya sean nuevas canciones o versiones alternativas) del juego que se compran mediante Wii Points, Microsoft points, etc.

### Wii[8]
| Canción                              | Artista                                    | Dificultad | Año                                            | Modo                   | Bailarín    | Fecha de Salida         | Costo          |
| ------------------------------------ | ------------------------------------------ | ---------- | ---------------------------------------------- | ---------------------- | ----------- | ----------------------- | -------------- |
| "Roar"                               | Katy Perry                                 | Normal     | 2013                                           | Solo                   | ♀           | 2 de octubre de 2014    | Gratis         |
| "Pound the Alarm" (A)                | Nicki Minaj                                | Extrema    | 2012                                           | Extreme Versión / Solo | ♂           | 2 de octubre de 2014    | 300 Wii Points |
| "Can't Hold Us"                      | Macklemore and Ryan Lewis feat. Ray Dalton | Normal     | 2011                                           | Solo                   | ♂           | 2 de octubre de 2013    | 300 Wii Points |
| "Wake Me Up"                         | Avicii feat. Aloe Blacc                    | Normal     | 2013                                           | Solo                   | ♂           | 2 de octubre de 2014    | 300 Wii Points |
| "What About Love"                    | Austin Mahone                              | Normal     | 2013                                           | Solo                   | ♂           | 26 de noviembre de 2013 | 300 Wii Points |
| "American Girl"                      | Bonnie McKee                               | Normal     | 2013                                           | Solo                   | ♀           | 26 de noviembre de 2013 | 300 Wii Points |
| "One Way or Another (Teenage Kicks)" | One Direction                              | Normal     | 2013                                           | Solo                   | ♂           | 26 de noviembre de 2013 | 300 Wii Points |
| "Sexy and I Know It"                 | LMFAO                                      | Normal     | 2011: Lima (Agente DCI) - Central DCI          | Solo                   | ♂           | 26 de noviembre de 2013 | 300 Wii Points |
| "Blurred Lines" (A)                  | Robin Thicke feat. Pharrell Williams       | Extrema    | 2013                                           | Extreme Versión / Solo | ♀           | 26 de noviembre de 2013 | 200 Wii Points |
| "The Other Side" (P)                 | Jason Derülo                               | Difícil    | 2013                                           | Solo                   | ♂           | 26 de noviembre de 2013 | 300 Wii Points |
| "Dançando" (P)                       | Ivete Sangalo                              | Normal     | 2013                                           | Solo                   | ♀           | 26 de noviembre de 2013 | 300 Wii Points |
| "Don't You Worry Child"              | Swedish House Mafia feat. John Martin      | Normal     | 2012                                           | Solo                   | ♂           | 17 de noviembre de 2013 | 300 Wii Points |
| "I Need Your Love"                   | Calvin Harris feat. Ellie Goulding         | Difícil    | 2013                                           | Solo                   | ♀           | 17 de diciembre de 2013 | 300 Wii Points |
| "Can't Get Enough"                   | Becky G feat. Pitbull                      | Normal     | 2013                                           | Solo                   | ♀           | 17 de diciembre de 2013 | 300 Wii Points |
| "My Main Girl"                       | MainStreet                                 | Fácil      | 2013                                           | Solo                   | ♀           | 17 de diciembre de 2013 | 300 Wii Points |
| "Gangnam Style" (4D)                 | PSY                                        | Difícil    | 2012: Bodie (Agente DCI) - Central DCI         | Cuarteto               | ♂/♀/♂/♀     | 17 de diciembre de 2013 | 200 Wii Points |
| "Applause" (A)                       | Lady Gaga                                  | Difícil    | 2013                                           | Alternate Mode / Solo  | ♀           | 17 de diciembre de 2013 | 200 Wii Points |
| "#thatPOWER"                         | will.i.am feat. Justin Bieber              | Difícil    | 2013                                           | On-Stage               | ♂/♂/♂       | 17 de diciembre de 2013 | 200 Wii Points |
| "Timber"                             | Pitbull feat. Ke$ha                        | Normal     | 2013                                           | Duo                    | ♀           | 11 de febrero de 2014   | 300 Wii Points |
| "Rock n Roll"                        | Avril Lavigne                              | Fácil      | 2013                                           | Solo                   | ♀           | 11 de febrero de 2014   | 300 Wii Points |
| "Just Dance" (A)                     | Lady Gaga feat. Colby O'Donis              | Normal     | 2008                                           | Solo / Sweat Versión   | ♂           | 11 de febrero de 2014   | 200 Wii Points |
| "Die Young" (4D)                     | Ke$ha                                      | Difícil    | 2012                                           | Dúo                    | ♀/♀         | 11 de febrero de 2014   | 200 Wii Points |
| "Part of Me" (4D)                    | Katy Perry                                 | Difícil    | 2012                                           | Solo                   | ♀           | 27 de marzo de 2014     | 200 Wii Points |
| "Funhouse" (4D)                      | Pink                                       | Difícil    | 2012                                           | Solo                   | ♀           | 27 de marzo de 2014     | 200 Wii Points |
| "Beauty and a Beat" (4)              | Justin Bieber                              | Difícil    | 2012: Angel (Claśico DC) - Estudio 675         | Solo                   | ♂           | 22 de abril de 2014     | 200 Wii Points |
| "Moves like Jagger" (4)              | Maroon 5 feat. Christina Aguilera          | Normal     | 2012: Bodie (Retro cabida) - Avenida Top Rock. | Solo                   | ♂           | 22 de abril de 2014     | 200 Wii Points |
| "We R Who We R" (4D)                 | Ke$ha                                      | Normal     | 2012                                           | Solo                   | ♀           | 22 de abril de 2014     | 200 Wii Points |
| "One Thing" (4D)                     | One Direction                              | Fácil      | 2012                                           | Dúo                    | ♀/♂         | 22 de abril de 2014     | 200 Wii Points |
| "Waking Up in Vegas" (POP)           | Katy Perry                                 | Normal     | 2009                                           | Solo                   | ♀           | 22 de abril de 2014     | 300 Wii Points |
| "The World Is Ours" (R)              | David Correy feat. Monobloco               | Normal     | 2014                                           | 6 Jugadores            | ♂/♀/♂/♂/♀/♂ | 9 de mayo de 2014       | 300 Wii Points |
| "We Can't Stop" (X)                  | Miley Cyrus                                | Normal     | 2013                                           | Solo                   | ♀           | N/D                     | N/D            |

- Una "(A)" indica que la canción es una versión Alternativa.
- Un "(4)" indica que la canción viene con el juego Just Dance 4.
- Un "(4D)" indica que la canción es un DLC de  Just Dance 4.
- Un "(POP)" indica que la canción se puede obtener de forma gratuita en http://www.justdancegame.com/popchips/ Archivado el 28 de abril de 2014 en Wayback Machine. usando el código que se te otorgara para canjearlo en la tienda del juego.
- Una "(P)" Indica que la canción solo está disponible en Europa.
- Una "(R)" Indica que la canción está restringida en Estados Unidos y Canadá.
- Una "(X)" Indica que la canción fue eliminada de la tienda por motivos ajenos a  Just Dance.

### Wii U[8]
| Canción                              | Artista                                    | Dificultad | Año  | Modo                   | Bailarín       | Fecha de Salida         | Costo                                               |
| ------------------------------------ | ------------------------------------------ | ---------- | ---- | ---------------------- | -------------- | ----------------------- | --------------------------------------------------- |
| "Roar"                               | Katy Perry                                 | Normal     | 2013 | Solo                   | ♀              | 2 de octubre de 2014    | Gratis                                              |
| "Pound the Alarm" (A)                | Nicki Minaj                                | Extrema    | 2012 | Extreme Versión / Solo | ♂              | 2 de octubre de 2014    | $1.99                                               |
| "Can't Hold Us"                      | Macklemore and Ryan Lewis feat. Ray Dalton | Normal     | 2011 | Solo                   | ♂              | 2 de octubre de 2013    | $2.99                                               |
| "Wake Me Up"                         | Avicii feat. Aloe Blacc                    | Normal     | 2013 | Solo                   | ♂              | 2 de octubre de 2014    | $2.99                                               |
| "What About Love"                    | Austin Mahone                              | Normal     | 2013 | Solo                   | ♂              | 26 de noviembre de 2013 | $2.99                                               |
| "American Girl"                      | Bonnie McKee                               | Normal     | 2013 | Solo                   | ♀              | 26 de noviembre de 2013 | $2.99                                               |
| "One Way or Another (Teenage Kicks)" | One Direction                              | Normal     | 2013 | Solo                   | ♂              | 26 de noviembre de 2013 | $2.99                                               |
| "Sexy and I Know It"                 | LMFAO                                      | Normal     | 2011 | Solo                   | ♂              | 26 de noviembre de 2013 | $2.99                                               |
| "Blurred Lines" (A)                  | Robin Thicke feat. Pharrell Williams       | Extrema    | 2013 | Extreme Versión / Solo | ♀              | 26 de noviembre de 2013 | $1.99                                               |
| "The Other Side" (P)                 | Jason Derülo                               | Difícil    | 2013 | Solo                   | ♂              | 26 de noviembre de 2013 | $2.99                                               |
| "Dançando" (P)                       | Ivete Sangalo                              | Normal     | 2013 | Solo                   | ♀              | 26 de noviembre de 2013 | $2.99                                               |
| "Don't You Worry Child"              | Swedish House Mafia feat. John Martin      | Normal     | 2012 | Solo                   | ♂              | 17 de noviembre de 2013 | $2.99                                               |
| "I Need Your Love"                   | Calvin Harris feat. Ellie Goulding         | Difícil    | 2013 | Solo                   | ♀              | 17 de diciembre de 2013 | $2.99                                               |
| "Can't Get Enough"                   | Becky G feat. Pitbull                      | Normal     | 2013 | Solo                   | ♀              | 17 de diciembre de 2013 | $2.99                                               |
| "My Main Girl"                       | MainStreet                                 | Fácil      | 2013 | Solo                   | ♀              | 17 de diciembre de 2013 | $2.99                                               |
| "Gangnam Style" (4D)                 | PSY                                        | Difícil    | 2012 | Dúo                    | ♂/♀-♂-♀        | 17 de diciembre de 2013 | $2.99                                               |
| "Applause" (A)                       | Lady Gaga                                  | Difícil    | 2013 | Alternate Mode / Solo  | ♀              | 17 de diciembre de 2013 | $1.99                                               |
| "#thatPOWER"                         | will.i.am feat. Justin Bieber              | Difícil    | 2013 | On-Stage               | ♂/♂/♂          | 17 de diciembre de 2013 | $1.99                                               |
| "Timber"                             | Pitbull feat. Ke$ha                        | Normal     | 2013 | Duo                    | ♀              | 11 de febrero de 2014   | $2.99                                               |
| "Rock n Roll"                        | Avril Lavigne                              | Fácil      | 2013 | Solo                   | ♀              | 11 de febrero de 2014   | $2.99                                               |
| "Just Dance" (A)                     | Lady Gaga ft. Colby O'Donis                | Normal     | 2008 | Solo / Sweat Versión   | ♂              | 11 de febrero de 2014   | $1.99                                               |
| "Die Young" (4D)                     | Ke$ha                                      | Difícil    | 2012 | Dúo                    | ♀/♀            | 11 de febrero de 2014   | $2.99                                               |
| "Part of Me" (4D)                    | Katy Perry                                 | Difícil    | 2012 | Solo                   | ♀              | 27 de marzo de 2014     | $2.99                                               |
| "Funhouse" (4D)                      | Pink                                       | Difícil    | 2012 | Solo                   | ♀              | 27 de marzo de 2014     | $2.99                                               |
| "Beauty and a Beat" (4)              | Justin Bieber                              | Difícil    | 2012 | Solo                   | ♂              | 22 de abril de 2014     | $2.99                                               |
| "Moves like Jagger" (4)              | Maroon 5 feat. Christina Aguilera          | Normal     | 2012 | Solo                   | ♂              | 22 de abril de 2014     | $2.99                                               |
| "We R Who We R" (4D)                 | Ke$ha                                      | Normal     | 2012 | Solo                   | ♀              | 22 de abril de 2014     | $2.99                                               |
| "One Thing" (4D)                     | One Direction                              | Fácil      | 2012 | Dúo                    | ♀/♂            | 22 de abril de 2014     | $2.99                                               |
| "Waking Up in Vegas" (POP)           | Katy Perry                                 | Normal     | 2009 | Solo                   | ♀              | 22 de abril de 2014     | $2.99                                               |
| "The World Is Ours" (R)              | David Correy feat. Monobloco               | Normal     | 2014 | Solo + Hold My Hand    | ♂ -> ♀/♂/♂/♀/♂ | 9 de mayo de 2014       | Gratis para E.U. pero si cuesta para otras regiones |
| "We Can't Stop" (X)                  | Miley Cyrus                                | Normal     | 2013 | Solo                   | ♀              | N/D                     | N/D                                                 |

- Una "(A)" indica que la canción es una versión Alternativa.
- Un "(4)" indica que la canción viene con el juego Just Dance 4.
- Un "(4D)" indica que la canción es un DLC de  Just Dance 4.
- Un "(POP)" indica que la canción se puede obtener de forma gratuita en http://www.justdancegame.com/popchips/ Archivado el 28 de abril de 2014 en Wayback Machine. usando el código que se te otorgara para canjearlo en la tienda del juego.
- Una "(P)" Indica que la canción solo está disponible en Europa.
- Una "(R)" Indica que la canción está restringida en Estados Unidos y Canadá.
- Una "(X)" Indica que la canción fue eliminada de la tienda por motivos ajenos a  Just Dance.

### Xbox 360 y Xbox One[8]
| Canción                              | Artista                                    | Dificultad | Año  | Modo                   | Bailarín       | Fecha de Salida         | Costo  |
| ------------------------------------ | ------------------------------------------ | ---------- | ---- | ---------------------- | -------------- | ----------------------- | ------ |
| "Roar"                               | Katy Perry                                 | Normal     | 2013 | Solo                   | ♀              | 2 de octubre de 2014    | Gratis |
| "Pound the Alarm" (A)                | Nicki Minaj                                | Extrema    | 2012 | Solo                   | ♂              | 2 de octubre de 2014    | $1.99  |
| "Can't Hold Us"                      | Macklemore and Ryan Lewis feat. Ray Dalton | Normal     | 2011 | Solo                   | ♂              | 2 de octubre de 2013    | $2.99  |
| "Wake Me Up"                         | Avicii feat. Aloe Blacc                    | Normal     | 2013 | Solo                   | ♂              | 2 de octubre de 2014    | $2.99  |
| "What About Love"                    | Austin Mahone                              | Normal     | 2013 | Solo                   | ♂              | 26 de noviembre de 2013 | $2.99  |
| "American Girl"                      | Bonnie McKee                               | Normal     | 2013 | Solo                   | ♀              | 26 de noviembre de 2013 | $2.99  |
| "One Way or Another (Teenage Kicks)" | One Direction                              | Normal     | 2013 | Solo                   | ♂              | 26 de noviembre de 2013 | $2.99  |
| "Sexy and I Know It"                 | LMFAO                                      | Normal     | 2011 | Solo                   | ♂              | 26 de noviembre de 2013 | $2.99  |
| "Blurred Lines" (A)                  | Robin Thicke feat. Pharrell Williams       | Extrema    | 2013 | Extreme Versión / Solo | ♀              | 26 de noviembre de 2013 | $1.99  |
| "The Other Side" (P)                 | Jason Derülo                               | Difícil    | 2013 | Solo                   | ♂              | 26 de noviembre de 2013 | $2.99  |
| "Dançando" (P)                       | Ivete Sangalo                              | Normal     | 2013 | Solo                   | ♀              | 26 de noviembre de 2013 | $2.99  |
| "Don't You Worry Child"              | Swedish House Mafia feat. John Martin      | Normal     | 2012 | Solo                   | ♂              | 17 de noviembre de 2013 | $2.99  |
| "I Need Your Love"                   | Calvin Harris feat. Ellie Goulding         | Difícil    | 2013 | Solo                   | ♀              | 17 de diciembre de 2013 | $2.99  |
| "Can't Get Enough"                   | Becky G feat. Pitbull                      | Normal     | 2013 | Solo                   | ♀              | 17 de diciembre de 2013 | $2.99  |
| "My Main Girl"                       | MainStreet                                 | Fácil      | 2013 | Solo                   | ♀              | 17 de diciembre de 2013 | $2.99  |
| "Gangnam Style" (4D)                 | PSY                                        | Difícil    | 2012 | Dúo                    | ♂/♀-♂-♀        | 17 de diciembre de 2013 | $2.99  |
| "Applause" (A)                       | Lady Gaga                                  | Difícil    | 2013 | Alternate Mode / Solo  | ♀              | 17 de diciembre de 2013 | $1.99  |
| "#thatPOWER"                         | will.i.am feat. Justin Bieber              | Difícil    | 2013 | On-Stage               | ♂/♂/♂          | 17 de diciembre de 2013 | $1.99  |
| "Timber"                             | Pitbull feat. Ke$ha                        | Normal     | 2013 | Duo                    | ♀              | 11 de febrero de 2014   | $2.99  |
| "Rock n Roll"                        | Avril Lavigne                              | Fácil      | 2013 | Solo                   | ♀              | 11 de febrero de 2014   | $2.99  |
| "Just Dance" (A)                     | Lady Gaga ft. Colby O'Donis                | Normal     | 2008 | Solo / Sweat Versión   | ♂              | 11 de febrero de 2014   | $1.99  |
| "Die Young" (4D)                     | Ke$ha                                      | Difícil    | 2012 | Dúo                    | ♀/♀            | 11 de febrero de 2014   | $2.99  |
| "Part of Me" (4D)                    | Katy Perry                                 | Difícil    | 2012 | Solo                   | ♀              | 27 de marzo de 2014     | $2.99  |
| "Funhouse" (4D)                      | Pink                                       | Difícil    | 2012 | Solo                   | ♀              | 27 de marzo de 2014     | $2.99  |
| "Beauty and a Beat" (4)              | Justin Bieber                              | Difícil    | 2012 | Solo                   | ♂              | 22 de abril de 2014     | $2.99  |
| "Moves like Jagger" (4)              | Maroon 5 feat. Christina Aguilera          | Normal     | 2012 | Solo                   | ♂              | 22 de abril de 2014     | $2.99  |
| "We R Who We R" (4D)                 | Ke$ha                                      | Normal     | 2012 | Solo                   | ♀              | 22 de abril de 2014     | $2.99  |
| "One Thing" (4D)                     | One Direction                              | Fácil      | 2012 | Dúo                    | ♀/♂            | 22 de abril de 2014     | $2.99  |
| "Waking Up in Vegas" (POP)           | Katy Perry                                 | Normal     | 2009 | Solo                   | ♀              | 22 de abril de 2014     | $2.99  |
| "The World Is Ours" (R)              | David Correy feat. Monobloco               | Normal     | 2014 | Solo + Hold My Hand    | ♂ -> ♀/♂/♂/♀/♂ | 9 de mayo de 2014       | Gratis |
| "We Can't Stop" (X)                  | Miley Cyrus                                | Normal     | 2013 | Solo                   | ♀              | N/D                     | N/D    |

- Una "(A)" indica que la canción es una versión Alternativa.
- Un "(4)" indica que la canción viene con el juego Just Dance 4.
- Un "(4D)" indica que la canción es un DLC de  Just Dance 4.
- Un "(POP)" indica que la canción se puede obtener de forma gratuita en http://www.justdancegame.com/popchips/ Archivado el 28 de abril de 2014 en Wayback Machine. usando el código que se te otorgara para canjearlo en la tienda del juego.
- Una "(P)" Indica que la canción solo está disponible en Europa.
- Una "(R)" Indica que la canción está restringida en Estados Unidos y Canadá.
- Una "(X)" Indica que la canción fue eliminada de la tienda por motivos ajenos a  Just Dance.

### PlayStation 3 y PlayStation 4[8]
| Canción                              | Artista                                    | Dificultad | Año  | Modo                   | Bailarín       | Fecha de Salida         | Costo  |
| ------------------------------------ | ------------------------------------------ | ---------- | ---- | ---------------------- | -------------- | ----------------------- | ------ |
| "Roar"                               | Katy Perry                                 | Normal     | 2013 | Solo                   | ♀              | 2 de octubre de 2014    | Gratis |
| "Pound the Alarm" (A)                | Nicki Minaj                                | Extrema    | 2012 | Solo                   | ♂              | 2 de octubre de 2014    | $1.99  |
| "Can't Hold Us"                      | Macklemore and Ryan Lewis feat. Ray Dalton | Normal     | 2011 | Solo                   | ♂              | 2 de octubre de 2013    | $2.99  |
| "Wake Me Up"                         | Avicii feat. Aloe Blacc                    | Normal     | 2013 | Solo                   | ♂              | 2 de octubre de 2014    | $2.99  |
| "What About Love"                    | Austin Mahone                              | Normal     | 2013 | Solo                   | ♂              | 26 de noviembre de 2013 | $2.99  |
| "American Girl"                      | Bonnie McKee                               | Normal     | 2013 | Solo                   | ♀              | 26 de noviembre de 2013 | $2.99  |
| "One Way or Another (Teenage Kicks)" | One Direction                              | Normal     | 2013 | Solo                   | ♂              | 26 de noviembre de 2013 | $2.99  |
| "Sexy and I Know It"                 | LMFAO                                      | Normal     | 2011 | Solo                   | ♂              | 26 de noviembre de 2013 | $2.99  |
| "Blurred Lines" (A)                  | Robin Thicke feat. Pharrell Williams       | Extrema    | 2013 | Extreme Versión / Solo | ♀              | 26 de noviembre de 2013 | $1.99  |
| "The Other Side" (P)                 | Jason Derülo                               | Difícil    | 2013 | Solo                   | ♂              | 26 de noviembre de 2013 | $2.99  |
| "Dançando" (P)                       | Ivete Sangalo                              | Normal     | 2013 | Solo                   | ♀              | 26 de noviembre de 2013 | $2.99  |
| "Don't You Worry Child"              | Swedish House Mafia feat. John Martin      | Normal     | 2012 | Solo                   | ♂              | 17 de noviembre de 2013 | $2.99  |
| "I Need Your Love"                   | Calvin Harris feat. Ellie Goulding         | Difícil    | 2013 | Solo                   | ♀              | 17 de diciembre de 2013 | $2.99  |
| "Can't Get Enough"                   | Becky G feat. Pitbull                      | Normal     | 2013 | Solo                   | ♀              | 17 de diciembre de 2013 | $2.99  |
| "My Main Girl"                       | MainStreet                                 | Fácil      | 2013 | Solo                   | ♀              | 17 de diciembre de 2013 | $2.99  |
| "Gangnam Style" (4D)                 | PSY                                        | Difícil    | 2012 | Dúo                    | ♂/♀-♂-♀        | 17 de diciembre de 2013 | $2.99  |
| "Applause" (A)                       | Lady Gaga                                  | Difícil    | 2013 | Alternate Mode / Solo  | ♀              | 17 de diciembre de 2013 | $1.99  |
| "#thatPOWER"                         | will.i.am feat. Justin Bieber              | Difícil    | 2013 | On-Stage               | ♂/♂/♂          | 17 de diciembre de 2013 | $1.99  |
| "Timber"                             | Pitbull feat. Ke$ha                        | Normal     | 2013 | Duo                    | ♀              | 11 de febrero de 2014   | $2.99  |
| "Rock n Roll"                        | Avril Lavigne                              | Fácil      | 2013 | Solo                   | ♀              | 11 de febrero de 2014   | $2.99  |
| "Just Dance" (A)                     | Lady Gaga ft. Colby O'Donis                | Normal     | 2008 | Solo / Sweat Versión   | ♂              | 11 de febrero de 2014   | $1.99  |
| "Die Young" (4D)                     | Ke$ha                                      | Difícil    | 2012 | Dúo                    | ♀/♀            | 11 de febrero de 2014   | $2.99  |
| "Part of Me" (4D)                    | Katy Perry                                 | Difícil    | 2012 | Solo                   | ♀              | 27 de marzo de 2014     | $2.99  |
| "Funhouse" (4D)                      | Pink                                       | Difícil    | 2012 | Solo                   | ♀              | 27 de marzo de 2014     | $2.99  |
| "Beauty and a Beat" (4)              | Justin Bieber                              | Difícil    | 2012 | Solo                   | ♂              | 22 de abril de 2014     | $2.99  |
| "Moves like Jagger" (4)              | Maroon 5 feat. Christina Aguilera          | Normal     | 2012 | Solo                   | ♂              | 22 de abril de 2014     | $2.99  |
| "We R Who We R" (4D)                 | Ke$ha                                      | Normal     | 2012 | Solo                   | ♀              | 22 de abril de 2014     | $2.99  |
| "One Thing" (4D)                     | One Direction                              | Fácil      | 2012 | Dúo                    | ♀/♂            | 22 de abril de 2014     | $2.99  |
| "Waking Up in Vegas" (POP)           | Katy Perry                                 | Normal     | 2009 | Solo                   | ♀              | 22 de abril de 2014     | $2.99  |
| "The World Is Ours" (R)              | David Correy feat. Monobloco               | Normal     | 2014 | Solo + Hold My Hand    | ♂ -> ♀/♂/♂/♀/♂ | 9 de mayo de 2014       | Gratis |
| "We Can't Stop" (X)                  | Miley Cyrus                                | Normal     | 2013 | Solo                   | ♀              | N/D                     | N/D    |

- Una "(A)" indica que la canción es una versión Alternativa.
- Un "(4)" indica que la canción viene con el juego Just Dance 4.
- Un "(4D)" indica que la canción es un DLC de  Just Dance 4.
- Un "(POP)" indica que la canción se puede obtener de forma gratuita en http://www.justdancegame.com/popchips/ Archivado el 28 de abril de 2014 en Wayback Machine. usando el código que se te otorgara para canjearlo en la tienda del juego.
- Una "(P)" Indica que la canción solo está disponible en Europa.
- Una "(R)" Indica que la canción está restringida en Estados Unidos y Canadá.
- Una "(X)" Indica que la canción fue eliminada de la tienda por motivos ajenos a  Just Dance.